# Seznam dílů pořadu Osudové okamžiky
Seznam dílů pořadu Osudové okamžiky uvádí přehled jednotlivých dílů televizního pořadu Osudové okamžiky. Seznam je řazen podle roku, kdy k popisované události došlo, a v případě výskytu více událostí v jednom roce jsou tyto dále řazeny podle abecedy.
| Pořadí | Název                       | Rok události | Režie              | Scénář            | Dramaturgie     | Záznam | Datum premiéry     |
| --- | --------------------------- | ------------ | ------------------ | ----------------- | --------------- | ------ | ------------------ |
| 1 | Nové Mlýny 1936             | 1936         | Jaroslav Večeřa    | Miroslav Kačor    | Martin Červenka | odkaz  | 4. ledna 2001      |
| Při školním výletě z Rakvic do Pavlovských vrchů se na rozbouřené Dyji rozlomil a potopil přetížený přívoz. Zahynulo 31 dětí a jeden dospělý. Obvinění majitele pramice, která se už před tragédií několikrát potopila, i převozníka bylo odvoláno. Naopak byli odsouzeni učitelé, kteří údajně přemluvili převozníka k většímu zatížení, aby nemuseli platit za více převozů. Učitelé se pak stali v Rakvicích veřejnými nepřáteli a museli se odstěhovat. |                             |              |                    |                   |                 |        |                    |
| 2 | Havířov 1969                | 1969         | Roman Motyčka      | Karel Javorský    | Martin Červenka | odkaz  | 11. ledna 2001     |
| Požár panelového domu v Havířově. |                             |              |                    |                   |                 |        |                    |
| 3 | Vratimov 1961               | 1961         | Ivo Macharáček     | Miroslav Kačor    | Martin Červenka | odkaz  | 18. ledna 2001     |
| Mladý sebevrah si po hádce s manželkou pustil o samotě v bytě plyn a usnul. Když ho přišla navštívit matka a jeho sedmnáctiletý bratr, zazvonili na elektrický zvonek a způsobil tak výbuch domu. Sedm lidí, včetně sebevraha a jeho rodiny, zahynulo. |                             |              |                    |                   |                 |        |                    |
| 4 | Bolevec 1917                | 1917         | Martin Skyba       |                   |                 |        | 25. ledna 2001     |
| Bolevecká katastrofa |                             |              |                    |                   |                 |        |                    |
| 5 | Doubrava 1949               | 1949         | Roman Motyčka      | Miroslav Kačor    | Martin Červenka | odkaz  | 1. února 2001      |
| Důl Doubrava |                             |              |                    |                   |                 |        |                    |
| 6 | Brno – Špitálka 1975        | 1975         | Jan Novák          |                   |                 |        | 8. února 2001      |
| Výbuch a následný požár v teplárně v Brně na Špitálce. |                             |              |                    |                   |                 |        |                    |
| 7 | Most Pionýrů 1976           | 1976         | Jaroslav Večeřa    | Miroslav Kačor    | Martin Červenka | odkaz  | 15. února 2001     |
| Při explozi a následné destrukci tehdy třináct let starého Mostu Pionýrů v Ostravě přes řeku Ostravici bylo ze zničeného trolejbusu a automobilu vyproštěno 35 lidí a jedna žena později zemřela. Na mostě zřejmě už nějaký čas unikal plyn z plynovodu a hromadil se v uzavřené mostovce. Jiskry z trolejí trolejbusu nebo elektrické osvětlení pak plyn zapálily. Viník nebyl vypátrán a nikdo nebyl obviněn. |                             |              |                    |                   |                 |        |                    |
| 8 | Holešov 1918                | 1918         | Jan Novák          | Miroslav Kačor    | Martin Červenka | odkaz  | 22. února 2001     |
| Čeští vojáci vracející se z války rozpoutali ve dnech 3. a 4. prosince 1918 pogrom na Židy v Holešově. |                             |              |                    |                   |                 |        |                    |
| 9 | Kubínska hoľa 1968          | 1968         | Roman Motyčka      | Miroslav Kačor    | Martin Červenka | odkaz  | 1. března 2001     |
| Dne 17. ledna 1968 smetla lavina 54 osob, vesměs účastníky lyžařského výcvikového kursu z VUT v Brně. Po až téměř čtyřech hodinách se na místo teprve dostalo vojsko a až po něm i SNB a horská služba. Zahynulo tehdy šest studentů, osm dalších bylo zraněno těžce a tři lehce. Zničený vlek nebyl obnoven a sjezdová trať byla zalesněna. Chata „Kubínská hoľa“ o pět let později vyhořela. |                             |              |                    |                   |                 |        |                    |
| 10 | Důl Nelson – Osek 1934      | 1934         | Jaroslav Bařinka   | Milan Švihálek    | Martin Červenka | odkaz  | 8. března 2001     |
| Dne 3. ledna 1934 způsobil mohutný výbuch a následný požár na dole Nelson III na Teplicku smrt 142 horníků a dvou osob pozemního personálu. Zachránili se pouze čtyři havíři. Mělo se za to, že za tragédii mohlo nedodržování už tak benevolentních bezpečnostních pravidel. Viník nebyl určen a nikdo nebyl obviněn – viz Výbuch na dole Nelson III |                             |              |                    |                   |                 |        |                    |
| 11 | Morávka 1944                | 1944         | Jaroslav Vašíček   |                   |                 |        | 15. března 2001    |
| Masakr obyvatelů obce Morávka, kteří pomáhali partyzánům, během druhé světové války. 14 obyvatel bylo popraveno, 10 deportováno do koncentračního tábora. |                             |              |                    |                   |                 |        |                    |
| 12 | Šakvice 1953                | 1953         | Jaroslav Večeřa    |                   |                 |        | 22. března 2001    |
| Železniční nehoda u Šakvic |                             |              |                    |                   |                 |        |                    |
| 13 | Dálnice D1, 88. kilometr    | 1992         | Pavel Hájek        | Pavel Hájek       | Marek Hýža      | odkaz  | 29. března 2001    |
| Havárie vozu Alexandra Dubčeka. |                             |              |                    |                   |                 |        |                    |
| 14 | Zlaté návrší 1913           | 1913         | Roman Motyčka      |                   |                 |        | 5. dubna 2001      |
| náhlé zhoršení počasí během lyžařského závodu, zahynuli Bohumil Hanč a Václav Vrbata |                             |              |                    |                   |                 |        |                    |
| 15 | Michálka 1950               | 1950         | Ludvík Klega       |                   |                 |        | 12. dubna 2001     |
| Výbuch metanu na Dole Michálka, zahynulo 36 horníků. |                             |              |                    |                   |                 |        |                    |
| 16 | Podivín 1950                | 1950         | Jaroslav Večeřa    |                   |                 |        | 17. dubna 2001     |
| Železniční nehoda v Podivíně |                             |              |                    |                   |                 |        |                    |
| 17 | Škapová 1956                | 1956         | Miroslav Kačor     |                   |                 |        | 24. dubna 2001     |
| letecká nehoda letounu ČSA u hory Škapová v Levočských vrších na Slovensku, 22 mrtvých |                             |              |                    |                   |                 |        |                    |
| 18 | Velké Meziříčí 1945         | 1945         | Jaroslav Bařinka   | Milan Švihálek    | Martin Červenka | odkaz  | 15. května 2001    |
| Velkomeziříčský masakr |                             |              |                    |                   |                 |        |                    |
| 19 | Prostějov 1926              | 1926         | Michal Najbrt      |                   |                 |        | 22. května 2001    |
| |                             |              |                    |                   |                 |        |                    |
| 20 | Brno 1968                   | 1968         | Jaroslav Večeřa    |                   |                 |        | 29. května 2001    |
| |                             |              |                    |                   |                 |        |                    |
| 21 | Alto Catumbelo 1983         | 1983         | Roman Motyčka      | Lenka Carbolová   | Marek Hýža      | odkaz  | 5. června 2001     |
| Únos československých občanů v Angole |                             |              |                    |                   |                 |        |                    |
| 22 | Špidlák 1962                | 1962         | Marcel Petrov      | Miroslav Kačor    | Marek Hýža      | odkaz  | 12. června 2001    |
| |                             |              |                    |                   |                 |        |                    |
| 23 | Písek 1956                  | 1956         | Martin Skyba       |                   |                 |        | 19. června 2001    |
| |                             |              |                    |                   |                 |        |                    |
| 24 | Ivanka 1977                 | 1977         | Miroslav Kačor     |                   |                 |        | 26. června 2001    |
| |                             |              |                    |                   |                 |        |                    |
| 25 | Třinec 1984                 | 1984         | Hana Teislerová    |                   |                 |        | 3. července 2001   |
| |                             |              |                    |                   |                 |        |                    |
| 26 | Duchcov 1931                | 1931         | Jindřich Procházka | Milan Švihálek    | Marek Hýža      | odkaz  | 10. července 2001  |
| Duchcovská stávka |                             |              |                    |                   |                 |        |                    |
| 27 | Stalinův pomník 1962        | 1962         | Martin Skyba       | Martin Skyba      | Karel Bělohlavý | odkaz  | 17. července 2001  |
| |                             |              |                    |                   |                 |        |                    |
| 28 | Letiště 1950                | 1950         | Michal Najbrt      | Michal Najbrt     | Marek Hýža      | odkaz  | 24. července 2001  |
| |                             |              |                    |                   |                 |        |                    |
| 29 | Jizerské hory 1916          | 1916         | Marcel Petrov      |                   |                 |        | 31. července 2001  |
| Viz Přehrada Desná. |                             |              |                    |                   |                 |        |                    |
| 30 | Stéblová 1960               | 1960         | Pavel Křemen       |                   |                 |        | 7. srpna 2001      |
| vizte Železniční nehoda u Stéblové |                             |              |                    |                   |                 |        |                    |
| 31 | Ústí nad Labem 1947         | 1947         | Pavel Křemen       | Pavel Křemen      | Marek Hýža      | odkaz  | 14. srpna 2001     |
| |                             |              |                    |                   |                 |        |                    |
| 32 | Prostějov 1968              | 1968         | Hana Teislerová    | Lenka Carbolová   | Marek Hýža      | odkaz  | 21. srpna 2001     |
| |                             |              |                    |                   |                 |        |                    |
| 33 | Zlaté piesky 1976           | 1976         | Ludvík Klega       | Miroslav Kačor    | Marek Hýža      | odkaz  | 28. srpna 2001     |
| Havarie letadla směřujícího na Bratislavské letiště Ivanka při nouzovém přistání na vodní hladině přírodního koupaliště, viz Let ČSA 001. |                             |              |                    |                   |                 |        |                    |
| 34 | Moravský kras 1970          | 1970         | Jaroslav Večeřa    |                   |                 |        | 4. září 2001       |
| Tragický osud jeskyňářů, které kvůli přívalovému dešti a opilému kolegovi zahubila velká voda |                             |              |                    |                   |                 |        |                    |
| 35 | Praha 1919                  | 1919         | Michal Najbrt      |                   |                 |        | 18. září 2001      |
| |                             |              |                    |                   |                 |        |                    |
| 36 | Otrokovice 1932             | 1932         | Jaroslav Bařinka   | Milan Švihálek    | Martin Červenka | odkaz  | 25. září 2001      |
| |                             |              |                    |                   |                 |        |                    |
| 37 | Šardice 1970                | 1970         | Ludvík Klega       | Miroslav Kačor    | Marek Hýža      | odkaz  | 2. října 2001      |
| |                             |              |                    |                   |                 |        |                    |
| 38 | Lom u Mostu 1946            | 1946         | Jaroslav Večeřa    |                   |                 |        | 9. října 2001      |
| |                             |              |                    |                   |                 |        |                    |
| 39 | Brno – Špitálka 1978        | 1978         | Jaroslav Bařinka   |                   |                 |        | 23. října 2001     |
| |                             |              |                    |                   |                 |        |                    |
| 40 | Deštnice 1966               | 1966         | Jaroslav Večeřa    | Miroslav Kačor    | Martin Červenka | odkaz  | 30. října 2001     |
| Železniční nehoda v Deštnici |                             |              |                    |                   |                 |        |                    |
| 41 | Leopoldov 1990              | 1990         | Pavel Křemen       |                   |                 |        | 6. listopadu 2001  |
| Viz Vzpoura vězňů v Leopoldově |                             |              |                    |                   |                 |        |                    |
| 42 | Zemplínská Šírava 1992      | 1992         | Miroslav Kačor     | Miroslav Kačor    | Marek Hýža      | odkaz  | 13. listopadu 2001 |
| |                             |              |                    |                   |                 |        |                    |
| 43 | Pekařská ulice 1976         | 1976         | Jaroslav Večeřa    |                   |                 | odkaz  | 20. listopadu 2001 |
| Smrt Marie Bartošové při náhlém propadu nástupního ostrůvku tramvaje v Brně. |                             |              |                    |                   |                 |        |                    |
| 44 | Truhlářská 1926             | 1926         | Miroslav Kačor     |                   |                 | odkaz  | 27. listopadu 2001 |
| Případ vojáků, přepravujících munici do někdejších kasáren na Náměstí republiky v Praze. V důsledku neopatrnosti při přepravě a porušení bezpečnostních předpisů došlo v Truhlářské ulici k pádu bedničky s granáty. Po nárazu bedničky o dlažbu ulice nastal výbuch. |                             |              |                    |                   |                 |        |                    |
| 45 | Ostravice 1981              | 1981         | Jindřich Procházka |                   |                 | odkaz  | 4. prosince 2001   |
| |                             |              |                    |                   |                 |        |                    |
| 46 | Srbská Kamenice 1972        | 1972         | Milan Tomsa        | Milan Tomsa       | Martin Červenka | odkaz  | 11. prosince 2001  |
| viz Let JAT 367 |                             |              |                    |                   |                 |        |                    |
| 47 | Vysoké Tatry 1979           | 1979         | Ludvík Klega       | Miroslav Kačor    | Marek Hýža      | odkaz  | 18. prosince 2001  |
| |                             |              |                    |                   |                 |        |                    |
| 48 | Řikonín 1970                | 1970         | Ludvík Klega       | Miroslav Kačor    | Marek Hýža      | odkaz  | 8. ledna 2002      |
| Viz Železniční nehoda u Řikonína |                             |              |                    |                   |                 |        |                    |
| 49 | Hovězí 1937                 | 1937         | Jaroslav Bařinka   | Jaroslav Bařinka  | Martin Červenka | odkaz  | 15. ledna 2002     |
| |                             |              |                    |                   |                 |        |                    |
| 50 | Důl Dukla 1961              | 1961         | Jaroslav Večeřa    | Milan Švihálek    | Marek Hýža      | odkaz  | 22. ledna 2002     |
| Důl Dukla (Dolní Suchá)#Tragédie na Dole Dukla |                             |              |                    |                   |                 |        |                    |
| 51 | Rumburk 1918                | 1918         | Jindřich Procházka |                   |                 | odkaz  | 29. ledna 2002     |
| Rumburská vzpoura |                             |              |                    |                   |                 |        |                    |
| 52 | Ďumbier 1960                | 1960         | Ludvík Klega       |                   |                 |        | 5. února 2002      |
| |                             |              |                    |                   |                 |        |                    |
| 53 | Spálov 1990                 | 1990         | Hana Teislerová    | Lenka Carbolová   | Martin Červenka | odkaz  | 12. února 2002     |
| Viz Železniční nehoda u Spálova |                             |              |                    |                   |                 |        |                    |
| 54 | Jeseník 1997                | 1997         | Jaroslav Bařinka   |                   |                 |        | 26. února 2002     |
| |                             |              |                    |                   |                 |        |                    |
| 55 | Zaječí 1928                 | 1928         | Roman Motyčka      | Miroslav Kačor    | Martin Červenka | odkaz  | 5. března 2002     |
| Viz Železniční nehoda v Zaječí |                             |              |                    |                   |                 |        |                    |
| 56 | Místek 1939                 | 1939         | Michal Najbrt      | Michal Najbrt     | Martin Červenka | odkaz  | 12. března 2002    |
| Viz Bitva o Czajankova kasárna |                             |              |                    |                   |                 |        |                    |
| 57 | Huascarán 1970              | 1970         | Jindřich Procházka | Lenka Carbolová   | Marek Hýža      | odkaz  | 19. března 2002    |
| Díl se zabývá zkázou Československé expedice Peru 1970, kterou na úbočí peruánské hory Huascarán zasypala lavina vyvolaná ničivým zemětřesením. |                             |              |                    |                   |                 |        |                    |
| 58 | Mariánské Lázně 1972        | 1972         | Jaroslav Večeřa    | Miroslav Kačor    | Martin Červenka | odkaz  | 26. března 2002    |
| |                             |              |                    |                   |                 |        |                    |
| 59 | Tachov 1973                 | 1973         | Jaroslav Večeřa    |                   |                 |        | 2. dubna 2002      |
| Výbuch ubytovny v Tachově |                             |              |                    |                   |                 |        |                    |
| 60 | Tatranská Lomnica 1992      | 1992         |                    |                   |                 |        | 9. dubna 2002      |
| |                             |              |                    |                   |                 |        |                    |
| 61 | La Manche 1948              | 1948         |                    |                   |                 |        | 16. dubna 2002     |
| Letecká havárie československých hokejistů |                             |              |                    |                   |                 |        |                    |
| 62 | Dolná Lehota 1956           | 1956         | Miroslav Kačor     | Miroslav Kačor    | Marek Hýža      | odkaz  | 23. dubna 2002     |
| |                             |              |                    |                   |                 |        |                    |
| 63 | Frývaldov 1931              | 1931         | Jaroslav Bařinka   | Milan Švihálek    | Martin Červenka | odkaz  | 30. dubna 2002     |
| Frývaldovská stávka |                             |              |                    |                   |                 |        |                    |
| 64 | Ruzyně 1973                 | 1973         |                    |                   |                 |        | 7. května 2002     |
| Viz Let Aeroflot 141 |                             |              |                    |                   |                 |        |                    |
| 65 | Hrotovice 1945              | 1945         | Jaroslav Bařinka   | Milan Švihálek    | Martin Červenka | odkaz  | 14. května 2002    |
| |                             |              |                    |                   |                 |        |                    |
| 66 | Praha – Aeroflot 1969       | 1969         | Martin Skyba       | Martin Skyba      | Karel Bělohlavý | odkaz  | 21. května 2002    |
| |                             |              |                    |                   |                 |        |                    |
| 67 | Jihlava 1930                | 1930         |                    |                   |                 |        | 28. května 2002    |
| |                             |              |                    |                   |                 |        |                    |
| 68 | Plzeň 1953                  | 1953         |                    |                   |                 |        | 4. června 2002     |
| |                             |              |                    |                   |                 |        |                    |
| 69 | Pardubice – Semtín 1984     | 1984         |                    |                   |                 |        | 11. června 2002    |
| |                             |              |                    |                   |                 |        |                    |
| 70 | Český Těšín 1970            | 1970         |                    | Miroslav Kačor    | Martin Červenka |        | 18. června 2002    |
| Neštěstí polských záchranářů během pomoci při povodni. |                             |              |                    |                   |                 |        |                    |
| 71 | Poličná 1958                | 1958         |                    |                   |                 |        | 25. června 2002    |
| |                             |              |                    |                   |                 |        |                    |
| 72 | Mařatice 1984               | 1984         |                    |                   |                 |        | 2. července 2002   |
| viz Havárie v národním podniku MESIT |                             |              |                    |                   |                 |        |                    |
| 73 | Ptice 1968                  | 1968         |                    |                   |                 |        | 9. července 2002   |
| |                             |              |                    |                   |                 |        |                    |
| 74 | Vyškov 1917                 | 1917         |                    |                   |                 |        | 16. července 2002  |
| |                             |              |                    |                   |                 |        |                    |
| 75 | Rychaltice 1900             | 1900         |                    |                   |                 | odkaz  | 23. července 2002  |
| První evropská automobilová nehoda s tragickými následky se stala na našem území. |                             |              |                    |                   |                 |        |                    |
| 76 | Židenice 1933               | 1933         |                    |                   |                 | odkaz  | 30. července 2002  |
| |                             |              |                    |                   |                 |        |                    |
| 77 | Na Poříčí 1928              | 1928         |                    |                   |                 |        | 6. srpna 2002      |
| |                             |              |                    |                   |                 |        |                    |
| 78 | Brno, Moravské náměstí 1969 | 1969         |                    |                   |                 |        | 20. srpna 2002     |
| |                             |              |                    |                   |                 |        |                    |
| 79 | Veletržní palác 1974        | 1974         |                    |                   |                 |        | 27. srpna 2002     |
| |                             |              |                    |                   |                 |        |                    |
| 80 | Koňakov 1906                | 1906         |                    |                   |                 | odkaz  | 5. září 2002       |
| Vizte Koňákov (Český Těšín)#Tragédie v Koňákovské kapli |                             |              |                    |                   |                 |        |                    |
| 81 | Aš 1951                     | 1951         |                    |                   |                 | odkaz  | 12. září 2002      |
| Viz Vlak svobody. |                             |              |                    |                   |                 |        |                    |
| 82 | Krásné Březno 1945          | 1945         |                    |                   |                 |        | 19. září 2002      |
| Viz Ústecký masakr. |                             |              |                    |                   |                 |        |                    |
| 83 | Patince a Číčov 1965        | 1965         |                    |                   |                 |        | 26. září 2002      |
| |                             |              |                    |                   |                 |        |                    |
| 84 | Magura 1947                 | 1947         |                    |                   |                 | odkaz  | 3. října 2002      |
| Viz Bitva u Partizánské Ľupči. |                             |              |                    |                   |                 |        |                    |
| 85 | Velké Hincovo pleso 1965    | 1965         |                    |                   |                 | odkaz  | 10. října 2002     |
| Na největším a nejhlubším tatranském plese se v době neštěstí dobou potápěly dvě skupiny potápěčů – severomoravský Svazarm spolu s ostravskými báňskými záchranáři a brněnští sportovní potápěči. Profesionální potápěč Jozef Kaďorek se při jednom z ponorů ztratil. Ihned byla zahájena záchranná akce, do které byl přibrán i Jaromír Antonický z brněnské skupiny, protože byl právě ustrojen k okamžitému ponoru. On i hledaný však utonuli. Antonický byl převezen do nemocnice, kde se ho již nepodařilo oživit. Zemřel na selhání srdce. Kaďorkovo tělo bylo pomocí magnetu vytaženo až o dva roky později. |                             |              |                    |                   |                 |        |                    |
| 86 | Zlaté Hory 1947             | 1947         |                    |                   |                 |        | 17. října 2002     |
| |                             |              |                    |                   |                 |        |                    |
| 87 | Pomezí 1978                 | 1978         |                    |                   |                 |        | 24. října 2002     |
| Tři bratranci Barešovi unesli večer 23. května autobus zaplněný studenty třetích ročníků říčanského gymnázia a pokoušeli se výhrůžkami zastřelení rukojmí vynutit odjezd do SRN. V noci 24. května v přestřelce na hraničním přechodu Pomezí byli zastřeleni Milan Bareš a řidič autobusu Jan Novák. Viz František Šádek a Únos školního autobusu 23. května 1978. |                             |              |                    |                   |                 |        |                    |
| 88 | Chabenec 1944               | 1944         |                    |                   |                 | odkaz  | 31. října 2002     |
| Při ústupu partyzánských jednotek Slovenského národního povstání spolu s civilisty z odboje přes hřeben Nízkých Tater zahynulo u vrcholu Chabence 84 lidí včetně předmnichovského československého komunistického poslance a novináře Jana Švermy. |                             |              |                    |                   |                 |        |                    |
| 89 | Důl Gottwald 1974           | 1974         |                    |                   |                 | odkaz  | 7. listopadu 2002  |
| Dne 12. září 1974 se při střídání noční a ranní směny přetrhlo lano důlního výtahu. Ocelové lano bylo namáháno slanou důlní vodou, jež zkracovala jeho životnost, na což upozorňoval i jeho výrobce. Ze 34 horníků nacházejících se ve výtahové kleci zemřelo devět a zbytek měl vesměs velmi těžká zranění dolních končetin. |                             |              |                    |                   |                 |        |                    |
| 90 | Praha, Špejchar 1982        | 1982         |                    |                   |                 |        | 14. listopadu 2002 |
| Vykolejení tramvaje vjíždějící ve vysoké rychlosti na výhybku přehozenou do odbočky. Viz Tramvajová nehoda na Špejcharu 1982. |                             |              |                    |                   |                 |        |                    |
| 91 | Lověšice 1945               | 1945         |                    |                   |                 |        | 21. listopadu 2002 |
| |                             |              |                    |                   |                 |        |                    |
| 92 | Ruzyně 1977                 | 1977         |                    |                   |                 | odkaz  | 28. listopadu 2002 |
| Chybou dispečerů pražského letiště došlo ke srážce dvou letadel ČSA. Jeden z dispečerů povolil přistání Tu-134 na trase z Leningradu. Druhý dispečer, který ho vystřídal se zpožděním, povolil pojíždění a také start letu do Bratislavy z téže dráhy. Chvíli po dosednutí prvního letadla si jeho posádka ve špatném počasí všimla rolujícího Il-18 a letoun zvedla. Pravým křídlem však tupolev zavadil o ocas iljušinu a havaroval. Osádka iljušinu si nehody nevšimla a o poškození letadla se dozvěděla až z věže. Záchranáři se věnovali iljušinu a k tupolevu se dostali až po dvaceti minutách, kdy je na zničený letoun upozornili technici zkoumající příčinu poškození světel podél ranveje. Při nehodě nikdo nezahynul. |                             |              |                    |                   |                 |        |                    |
| 93 | Krčmaň 1947                 | 1947         |                    |                   |                 |        | 5. prosince 2002   |
| Viz Krčmaňská aféra. |                             |              |                    |                   |                 |        |                    |
| 94 | Praděd 1950                 | 1950         |                    |                   |                 |        | 12. prosince 2002  |
| |                             |              |                    |                   |                 |        |                    |
| 95 | Dračí skály 1969            | 1969         |                    |                   |                 | odkaz  | 19. prosince 2002  |
| Na začátku července 1969 udeřil blesk do skalní věže, pod níž se skrývala skupina lezců z Prahy a z Turnova. Většina z nich po zásahu upadla do bezvědomí a tři lidé nakonec zemřeli. |                             |              |                    |                   |                 |        |                    |
| 96 | Strahov 1967                | 1967         |                    |                   |                 |        | 8. ledna 2003      |
| Viz Chceme světlo! |                             |              |                    |                   |                 |        |                    |
| 97 | Važec 1931                  | 1931         |                    |                   |                 | odkaz  | 15. ledna 2003     |
| V létě 1931 shořelo přes 80 % zástavby slovenského Važce pod horou Kriváň. Vesnice byla do té doby zbudována především z dřevostaveb. Zahynuly dvě děti. Objevily se různé konspirační teorie o původci požáru. |                             |              |                    |                   |                 |        |                    |
| 98 | Prace 1950                  | 1950         |                    |                   |                 |        | 22. ledna 2003     |
| |                             |              |                    |                   |                 |        |                    |
| 99 | Ještěd 1963                 | 1963         |                    |                   |                 | odkaz  | 29. ledna 2003     |
| V podvečer 31. ledna 1963 vyhořel architektonicky cenný hotel na Ještědu. Požár způsobil neodborným rozehříváním ústředního topení údržbář objektu. Hašení komplikoval silný vítr a prázdné protipožární nádrže. V roce 1973 byla na místě dokončena nová televizní věž s restaurací a hotelem. |                             |              |                    |                   |                 |        |                    |
| 100 | Teryho chata 1967           | 1967         |                    |                   |                 | odkaz  | 5. února 2003      |
| Na konci ledna 1967 zasypala lavina ve Vysokých Tatrách sedm českých horolezců poblíž Téryho chaty. Všichni horolezci na místě zahynuli. |                             |              |                    |                   |                 |        |                    |
| 101 | Vítkovice 1969              | 1969         |                    |                   |                 | odkaz  | 23. dubna 2003     |
| Stíhacímu letounu MiG-15 československé armády vysadil během cvičného letu před přistáním v Mošnově motor. Piloti namířili letoun na volné prostranství v areálu vítkovických železáren a katapultovali se. Neřízené letadlo však ještě změnilo směr, dopadlo na plochu, které se dnes říká Letiště, a zastavilo se až o zeď válcovny. Zahynuli tři zaměstnanci železáren. |                             |              |                    |                   |                 |        |                    |
| 102 | Ivančena 1946               | 1946         |                    |                   |                 |        | 30. dubna 2003     |
| Ivančena |                             |              |                    |                   |                 |        |                    |
| 103 | Popradské pleso 1974        | 1974         |                    |                   |                 |        | 7. května 2003     |
| Rozsahem neobvykle veliká lavina pohřbila studenty z Komárna. |                             |              |                    |                   |                 |        |                    |
| 104 | Brno 1944                   | 1944         | Jaroslav Bařinka   | Milan Švihálek    | Martin Červenka | odkaz  | 14. května 2003    |
| Dne 20. ledna podnikly spojenecké bombardéry nálet na velkou část území Říše a pumy zasáhly i centrum Brna. Hlavním cílem byla továrna na syntetický benzín v Horním Slezsku. Když byla zničena, obrátily se letouny na dopravní uzly a velká města. Brňané do té doby žádné bombardování nezažili a výstrahy brali na lehkou váhu. Velmi poničen byl i Zlín a další moravská města. Ten den zahynulo 650 lidí. |                             |              |                    |                   |                 |        |                    |
| 105 | Brumov-Bylnice 1957         | 1957         |                    |                   |                 | odkaz  | 21. května 2003    |
| Železniční nehoda v Bylnici |                             |              |                    |                   |                 |        |                    |
| 106 | Sněžka 1975                 | 1975         |                    |                   |                 |        | 28. května 2003    |
| |                             |              |                    |                   |                 |        |                    |
| 107 | Lipník 1986                 | 1986         |                    |                   |                 |        | 4. června 2003     |
| |                             |              |                    |                   |                 |        |                    |
| 108 | Těrlicko 1932               | 1932         |                    |                   |                 |        | 11. června 2003    |
| |                             |              |                    |                   |                 |        |                    |
| 109 | Mošnov 1991                 | 1991         |                    |                   |                 |        | 18. června 2003    |
| |                             |              |                    |                   |                 |        |                    |
| 110 | Suchdol u Prahy 1975        | 1975         | Ludvík Klega       | Miroslav Kačor    | Marek Hýža      | odkaz  | 25. června 2003    |
| Pád letounu DC-9 z Tivatu do Prahy u Suchdola u Prahy těsně před přistáním. Viz Let JP 450. |                             |              |                    |                   |                 |        |                    |
| 111 | Bučovice 1973               | 1973         | Jaroslav Večeřa    | Miroslav Kačor    | Martin Červenka | odkaz  | 2. července 2003   |
| Jednadvacetiletý vojín základní služby Antonín Daněk v opilosti nasedl v Kroměříži do obrněného transportéru. Bezcílná jízda po trase Zdounky, Cetechovice, Bučovice, Rousínov, Tvarožná a Vyškov, skončila před Bohatými Málkovicemi převrácením vozidla. Daněk při střetu s pronásledovateli zastřelil samopalem tři záložníky a dvanáct jich zranil. Byl odsouzen k trestu smrti a ještě téhož roku popraven. |                             |              |                    |                   |                 |        |                    |
| 112 | Košice 1978                 | 1978         |                    |                   |                 |        | 9. července 2003   |
| Tramvaj číslo 6 vykolejila 30. října 1978 v ranní dopravní špičce. Následkem havárie zahynulo devět lidí, deset lidí bylo těžce a osmdesát lidí lehce zraněno. Viz Tramvajová nehoda v Košicích 1978. |                             |              |                    |                   |                 |        |                    |
| 113 | Lipenská přehrada 1975      | 1975         | Jindřich Procházka | Miroslav Kačor    | Marek Hýža      | odkaz  | 16. července 2003  |
| Vrtulník pilotovaný bývalým válečným americkým pilotem Barry Meekerem se dostal pod palbu československé Pohraniční stráže při pokusu o převod východoněmecké rodiny. Dvě osoby se do helikoptéry dostaly, další dvě byly zajaty, později odsouzeny a deportovány. Pilot stihl i přes svá střelná zranění s vrtulníkem odletět do Německé spolkové republiky ještě před příletem československých stíhačů. |                             |              |                    |                   |                 |        |                    |
| 114 | Důl Doubrava 1974           | 1974         |                    |                   |                 |        | 23. července 2003  |
| Důl Doubrava |                             |              |                    |                   |                 |        |                    |
| 115 | Hotel Evropa, Brno 1933     | 1933         |                    |                   |                 |        | 30. července 2003  |
| |                             |              |                    |                   |                 |        |                    |
| 116 | Bratislava – Rača 1966      | 1966         |                    |                   |                 |        | 6. srpna 2003      |
| Viz Let TABSO LZ101. |                             |              |                    |                   |                 |        |                    |
| 117 | Vlašský Hřbet 1949          | 1949         |                    |                   |                 |        | 13. srpna 2003     |
| |                             |              |                    |                   |                 |        |                    |
| 118 | Kolín 1973                  | 1973         |                    |                   |                 |        | 20. srpna 2003     |
| |                             |              |                    |                   |                 |        |                    |
| 119 | Košice 1941                 | 1941         |                    |                   |                 |        | 27. srpna 2003     |
| |                             |              |                    |                   |                 |        |                    |
| 120 | Norimberk 1961              | 1961         |                    |                   |                 |        | 3. září 2003       |
| viz Let ČSA 511 (březen 1961) |                             |              |                    |                   |                 |        |                    |
| 121 | Frýdlant v Čechách 1958     | 1958         |                    |                   |                 |        | 10. září 2003      |
| V létě 1958 zasáhly Frýdlantsko záplavy, které podemlely trať podél řeky Smědé u Frýdlantského zámku za Raspenavou na trati mezi Libercem a Frýdlantem. Vlakvedoucí byl sice na špatný stav trati upozorněn, přesto s vlakem vyjel. V místě nehody, kde byla železniční trať podemletá, se z asi čtyřmetrové výšky do řeky zřítila parní lokomotiva, v níž zahynuly tři osoby. Ostatní vagóny vlaku do řeky nespadly. Při pozdějším vyprošťování lokomotivy z koryta řeky zahynul ještě další člověk. Viz Pád lokomotivy do Smědé. |                             |              |                    |                   |                 |        |                    |
| 122 | Loď Lednice 1967            | 1967         | Hana Teislerová    | Jaroslav Skalický | Martin Červenka | odkaz  | 17. září 2003      |
| V okamžiku vypuknutí Šestidenní války mezi Egyptem a Izraelem vplula československá nákladní loď Lednice do Suezského průplavu. V něm byla spolu s dalšími třinácti zahraničními loděmi zastavena na jezeře uprostřed průplavu, kde byly tyto lodě drženy až do roku 1975, kdy došlo k vyčištění kanálu od vraků a min. Původní posádka lodi však byla propuštěna mnohem dříve, a sice již po třech týdnech. Během konfliktu obsadily izraelské jednotky celý Sinajský poloostrov a dostaly se až k průplavu. Přes něj pak probíhala přestřelka a to i nad zadrženými loděmi. Nikdo z posádky však nebyl zraněn a loď samotná dostala jen jeden zásah, který ji však výrazně nepoškodil.                                            |                             |              |                    |                   |                 |        |                    |
| 123 | Kobylí Důl 1945             | 1945         | Jaroslav Bařinka   | Milan Švihálek    | Martin Červenka | odkaz  | 24. září 2003      |
| Na památku tří padlých odbojářů byla 2. září 1945 odhalena v Kobylím dole u Ledče nad Sázavou, který je dnes zatopen vodní nádrží, pamětní deska. Oslavy se účastnily tisíce lidí. Byla připravena slavnostní salva partyzánského oddílu. Jejich projektily však přetrhly dráty vysokého napětí a jejich konce spadly na zem. Zahynulo sedm lidí a řada dalších utrpěla popáleniny. |                             |              |                    |                   |                 |        |                    |
| 124 | Pustiměř 1964               | 1964         |                    |                   |                 |        | 1. října 2003      |
| |                             |              |                    |                   |                 |        |                    |
| 125 | Kremnička a Nemecká 1945    | 1945         |                    |                   |                 |        | 8. října 2003      |
| Od 5. listopadu 1944 do ledna 1945 bylo v protitankových zákopech u slovenské obce Kremnička a ve vápence v Ráztocké doline u obce Nemecká povražděno téměř dva tisíce lidí. Třináct let po skončení války byli strůjci masakrů z Pohotovostních oddílů Hlinkovy gardy postaveni před soud. |                             |              |                    |                   |                 |        |                    |
| 126 | Svojkovice 1982             | 1982         |                    |                   |                 |        | 15. října 2003     |
| |                             |              |                    |                   |                 |        |                    |
| 127 | Smědava 1992                | 1992         | Ludvík Klega       | Lenka Carbolová   | Marek Hýža      | odkaz  | 22. října 2003     |
| V roce 1992 mířily tři malé francouzské sportovní letouny s humanitární pomocí z německého Erfurtu do polských Katowic. Vychýlily se však z letového koridoru a ztratily se v husté oblačnosti nad Jizerskými horami. Přestože se vedoucímu letounu podařilo přeletět horu Smědavu a přistát v Erfurtu, dalším dvěma letadlům z konvoje se to nepodařilo a čtyři lidé zde zahynuli. Viz Smědavská hora. |                             |              |                    |                   |                 |        |                    |
| 128 | Kadaň 1919                  | 1919         | Jindřich Procházka | Milan Švihálek    | Martin Červenka | odkaz  | 29. října 2003     |
| Sudetská demonstrace |                             |              |                    |                   |                 |        |                    |
| 129 | Sokolov 1966                | 1966         | Miroslav Kačor     | Miroslav Kačor    | Marek Hýža      | odkaz  | 5. listopadu 2003  |
| Dne 11. září 1966 uspořádal Svazarm za přítomnosti armády závod vozů Formule 3 v ulicích Sokolova. Pořadatelé neměli s takovou akcí zkušenosti a ani bezpečnostní opatření během závodu nebyla dostatečná. Již při trénincích byl těžce zraněn jeden z komisařů. Při závodě pak jezdec Josef Brázda ztratil kontrolu nad svým monopostem a částí vozu srazil dav diváků. Sám jezdec na místě zahynul po nárazu do sloupu. Dalšími mrtvými byl muž a čtyřletá dívka. Celkem bylo zraněno více než dvacet diváků. Vyšetřovací zpráva uvedla jako příčinu nehody rozlomení šroubu v uchycení zadní nápravy. |                             |              |                    |                   |                 |        |                    |
| 130 | Holešovice 1973             | 1973         |                    |                   |                 |        | 12. listopadu 2003 |
| Nákladní automobil řízený Olgou Hepnarovou vjel v ulici Obránců míru na chodník v místě tramvajové zastávky, kde tou dobou čekali lidé. |                             |              |                    |                   |                 |        |                    |
| 131 | Hřiště 1944                 | 1944         |                    |                   |                 |        | 19. listopadu 2003 |
| Viz Vojtěch Luža. |                             |              |                    |                   |                 |        |                    |
| 132 | Židenice 1941               | 1941         | Jaroslav Bařinka   | Milan Švihálek    | Martin Červenka | odkaz  | 26. listopadu 2003 |
| Viz Železniční nehoda v Brně-Židenicích |                             |              |                    |                   |                 |        |                    |
| 133 | Podolínec 1974              | 1974         | Jindřich Procházka | Kateřina Javorská | Marek Hýža      | odkaz  | 3. prosince 2003   |
| Uvolněná bočnice nákladního vozu Tatra 138 prořízla bok autobusu se školáky. Osm dětí zemřelo na místě, deváté při převozu do nemocnice. Řidič tatry, který byl odsouzen k devíti letům nepodmíněně, spáchal ve vězení sebevraždu. Viz Nehoda u Podolínce. |                             |              |                    |                   |                 |        |                    |
| 134 | Studio Typos, Brno 1964     | 1964         | Jaroslav Bařinka   | Milan Švihálek    | Martin Červenka | odkaz  | 10. prosince 2003  |
| Při požáru podzemní části brněnského televizního studia ČST zahynul herec Miroslav Ambro. |                             |              |                    |                   |                 |        |                    |
| 135 | Bechyně 1992                | 1992         | Miroslav Kačor     | Ludvík Klega      | Marek Hýža      | odkaz  | 17. prosince 2003  |
| Při natáčení dokumentu o českých šlechticích se zřítila vojenská helikoptéra se dvěma piloty, kameramanem a režisérem Československé televize. Stroj shořel na poli poblíž Bechyně. Všichni čtyři pasažéři však nehodu přežili. |                             |              |                    |                   |                 |        |                    |
| 136 | Třešť 1945                  | 1945         | Jan Novák          | Šárka Horáková    | Marek Hýža      | odkaz  | 16. května 2004    |
| Na konci druhé světové války, dne 7. května 1945 dorazilo do Třeště na Vysočině německé trestné komando, aby osvobodilo vězněné německé obyvatelstvo. Jedna z takto osvobozených vězeňkyň, tamní rodačka Herta Kašparová, pak byla vyzvána, aby označila české muže a chlapce, kteří u nich doma vykonávali domovní prohlídku. Celkem jich takto vybrala dvacet. Všichni vybraní byli záhy popraveni zastřelením. Herta pak odjela s ostatními osvobozenými Němci z Třeště a usídlila se v Gmündu, kde pracovala jako pomocnice v domácnosti a pradlena. Dne 2. února 1946 však byla poznána, eskortována zpět do Československa a v září téhož roku odsouzena k trestu smrti.                                                      |                             |              |                    |                   |                 |        |                    |
| 137 | Mariánské Lázně 1981        | 1981         |                    |                   |                 |        | 13. července 2004  |
| Pod zřícenou střechou zimního stadionu zůstali tři mrtví hokejisté. |                             |              |                    |                   |                 |        |                    |
| 138 | Olešnice 1953               | 1953         |                    |                   |                 |        | 20. července 2004  |
| |                             |              |                    |                   |                 |        |                    |